# Marko Bakić
Pour les articles homonymes, voir Bakić.
Marko Bakić (en cyrillique : Марко Бакић), né le 1er novembre 1993 à  Budva (Yougoslavie, aujourd'hui Monténégro) est un footballeur international monténégrin qui évolue au poste de milieu à l'OFI Crète et en équipe du Monténégro.

## Biographie

### En sélection
Marko Bakić est convoqué pour la première fois par le sélectionneur national Branko Brnović pour un match amical face à la Lettonie le 15 août 2012. Lors de cette rencontre, il entre en jeu à la place de Stevan Jovetić, à la 79e minute de jeu (victoire 2-0).

## Palmarès
- Avec le Mogren Budva :
  - Champion du Monténégro en 2011
  - Finaliste de la Coupe du Monténégro en 2011

## Statistiques détaillées

### En club
| Saison                | Club                  | Championnat           | Championnat | Championnat | Coupe(s) nationale(s) | Coupe(s) nationale(s) | Compétition(s) continentale(s) | Compétition(s) continentale(s) | Compétition(s) continentale(s) | Monténégro | Monténégro | Total | Total |
| Saison                | Club                  | Division              | M.          | B.          | M.                    | B.                    | Comp.                          | M.                             | B.                             | M.         | B.         | M.    | B.    |
| 2010-2011             | Mogren Budva          | Prva CFL              | 4           | 0           | 1                     | 2                     | -                              | -                              | -                              | -          | -          | 5     | 2     |
| 2011-2012             | Mogren Budva          | Prva CFL              | 26          | 5           | 2                     | 0                     | C1                             | 1                              | 0                              | -          | -          | 29    | 5     |
| 2012-2013             | Mogren Budva          | Prva CFL              | 3           | 0           | -                     | -                     | -                              | -                              | -                              | 1          | 0          | 4     | 0     |
| 2012-2013             | Torino FC             | Serie A               | 1           | 0           | -                     | -                     | -                              | -                              | -                              | -          | -          | 1     | 0     |
| 2013-2014             | ACF Fiorentina        | Serie A               | 3           | 0           | -                     | -                     | C3                             | 7                              | 0                              | 3          | 0          | 13    | 0     |
| 2014-2015             | Spezia Calcio (prêt)  | Serie B               | 21          | 1           | 2                     | 0                     | -                              | -                              | -                              | 3          | 0          | 26    | 1     |
| 2015-2016             | Belenenses (prêt)     | Primeira Liga         | 14          | 4           | 1                     | 0                     | -                              | -                              | -                              | 2          | 0          | 17    | 4     |
| Total sur la carrière | Total sur la carrière | Total sur la carrière | 72          | 10          | 6                     | 2                     | -                              | 8                              | 0                              | 9          | 0          | 95    | 12    |